# Quận Preston, West Virginia
Quận Preston là một quận thuộc tiểu bang West Virginia, Hoa Kỳ. Theo điều tra dân số năm 2010 của Cục điều tra dân số Hoa Kỳ, quận có dân số 33.530 người . Quận lỵ đóng ở Kingwood6.

## Địa lý
Theo Cục điều tra dân số Hoa Kỳ, quận có tổng diện tích 1686 km2, trong đó có 8 km2 là diện tích mặt nước.

## Thông tin nhân khẩu
Theo điều tra dân số 2 năm 2000, quận đã có dân số 29.334 người, 11.544 hộ gia đình, và 8.357 gia đình sống trong quận hạt. Mật độ dân số là 45 người trên một dặm vuông (17/kmТВ). Có 13.444 đơn vị nhà ở mật độ trung bình là 21 trên một dặm vuông (8/kmТВ). Cơ cấu dân tộc của cư dân sinh sống ở quận này bao gồm 98,84% người da trắng, 0,29% da đen hay Mỹ gốc Phi, 0,11% người Mỹ bản xứ, 0,15% châu Á, Thái Bình Dương 0,02%, 0,05% từ các chủng tộc khác, và 0,54% từ hai hoặc nhiều chủng tộc. 0,57% dân số là người Hispanic hay Latino thuộc một chủng tộc nào.
Có 11.544 hộ, trong đó 31,50% có trẻ em dưới 18 tuổi sống chung với họ, 59,40% là đôi vợ chồng sống với nhau, 9,10% có một chủ hộ nữ và không có chồng, và 27,60% là không lập gia đình. 23,70% hộ gia đình đã được tạo ra từ các cá nhân và 11,70% có người sống một mình 65 tuổi hoặc cao tuổi hơn. Cỡ hộ trung bình là 2,50 và cỡ gia đình trung bình là 2,94.
Trong quận, dân số đã được trải ra với 23,70% dưới độ tuổi 18, 8,00% 18-24, 27,80% 25-44, 25,60% từ 45 đến 64, và 15,00% từ 65 tuổi trở lên đã được những người. Độ tuổi trung bình là 39 năm. Đối với mỗi 100 nữ có 98,20 nam giới. Đối với mỗi 100 nữ 18 tuổi trở lên, đã có 95,90 nam giới.
Thu nhập trung bình cho một hộ gia đình trong đã đạt mức USD 27.927, và thu nhập trung bình cho một gia đình là USD 32.904. Phái nam có thu nhập trung bình USD 26.440 so với 17.905 USD của phái nữ. Thu nhập bình quân đầu người là 13.596 USD. Có 14,70% gia đình và 18,30% dân số sống dưới mức nghèo khổ, bao gồm 24,40% những người dưới 18 tuổi và 14,50% của những người 65 tuổi hoặc hơn.